# Základní škola Frýdlant
Základní škola, Základní umělecká škola a Mateřská škola je frýdlantské školní zařízení, které sdružuje základní školy v ulici Purkyňova, Husova a Bělíkova, dále mateřské školy v ulici Jiráskova, Sídlištní a Bělíkova, základní uměleckou školu v Nádražní ulici, dům dětí a mládeže v ulici Mládeže a školní družiny v ulici Husova, Bělíkova a Mládeže. Mimo to zahrnuje také školní poradenské pracoviště a logopedickou poradnu.

## Známé projekty školy
V místních médiích se objevilo několik projektů školy, za nimiž stojí pedagožka vyučující zde dějepis a němčinu, Lucie Zralá. V rámci tzv. extra třídy se žáci účastní projektů, v nichž jsou seznamováni s historií Frýdlantského výběžku. Během roku 2013 zpracovávali projekt nazvaný Návraty, v němž žáci fotili ze stejných míst objekty zachycené na historických snímcích, jež měli k dispozici. Povedlo se jim nashromáždit celkem 54 takových dvojic, které pak vystavili v prostorách frýdlantské radnice.
Následující rok se žáci upřeli k nejstarším náhrobkům na frýdlantském hřbitově. Zmapovali úhrnem 250 nejstarších hrobů, jejichž databázi a fotografie předali prostřednictvím frýdlantského městského úřadu německému velvyslanectví v České republice. Neudržované hrobky se ale žáci nakonec rozhodli sami obnovit. Závěrem tohoto školního projektu se pak stala výstava pořádaná opět v objektu zdejší radnice, jež měla nejenom ukázat místním obyvatelům stav hrobů na hřbitově, ale také se pokusit otevřít diskuzi o původních německých obyvatelích města. Večer 27. června 2015 navíc žáci základní školy uspořádali ve spolupráci s libereckou Technickou univerzitou v areálu frýdlantského hřbitova akci nazvanou Hřbitovní noc, během níž příchozím popisovali životní osudy jednotlivých pochovaných osobností. O akci byl mezi lidmi velký zájem.

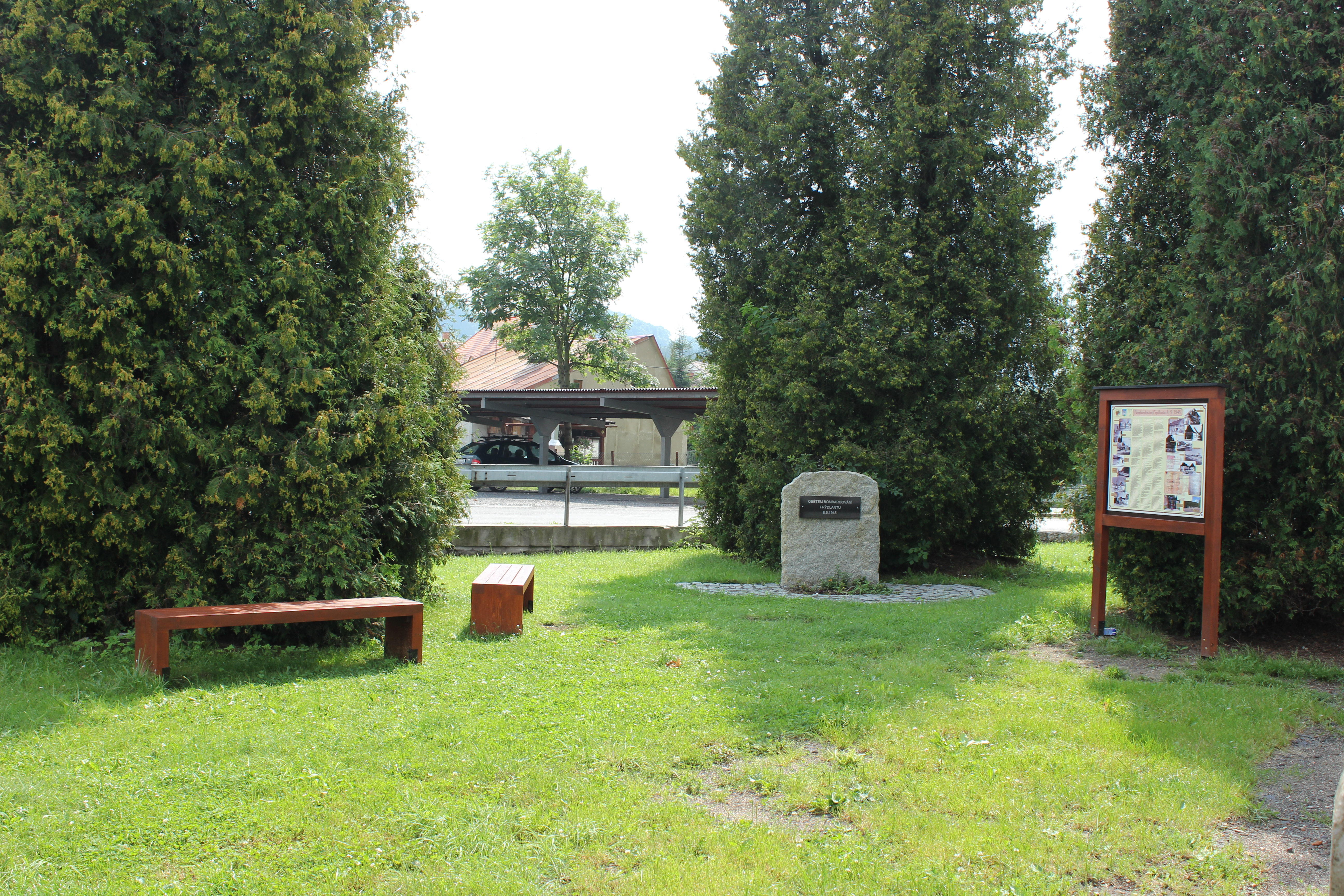
Pomník obětem bombardování města

Během roku 2015 začali studenti mapovat oběti bombardování města sovětskými letouny, k němuž došlo 8. května 1945. Zahynulo při něm 65 lidí. V roce šedesátého výročí (2015) byl u frýdlantské křižovatky ulic Kodešovy a U Potoka osazen základní kámen pomníku, jenž tuto událost připomíná, a 10. května 2016 se uskutečnilo odhalení výsledného díla.
V roce 2016 zvelebily děti místní skateparkové hřiště. Na 14. května toho roku navíc připravily historický průvod, v němž jeho účastníci vyrazili v přestrojení za postavy ze zdejších pověstí.